# Poussay
Poussay is een gemeente in het Franse departement Vosges (regio Grand Est) en telt 733 inwoners (1999). De plaats maakt deel uit van het arrondissement Neufchâteau.

## Geografie
De oppervlakte van Poussay bedraagt 8,7 km², de bevolkingsdichtheid is 84,3 inwoners per km².

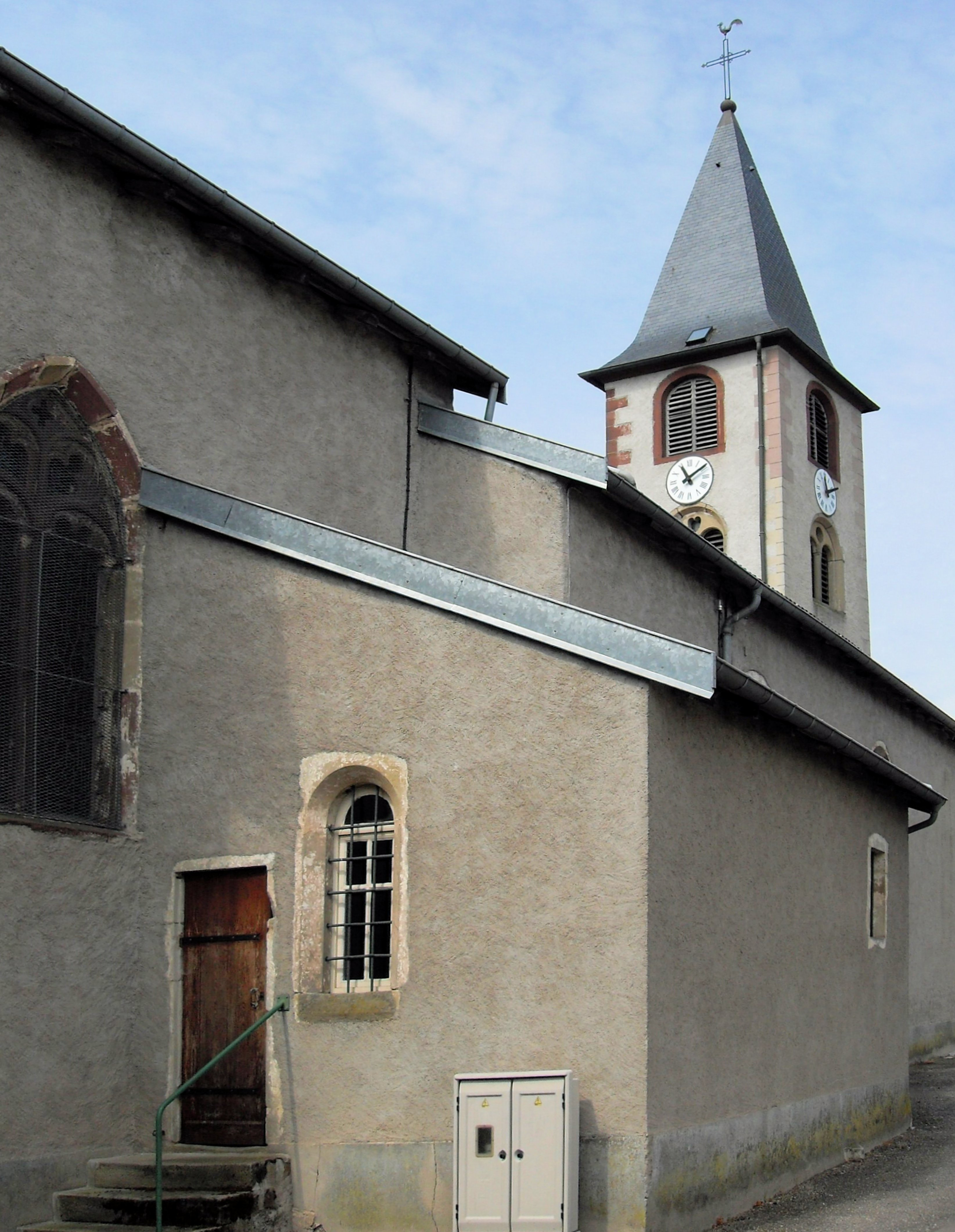
Noordzijde van de kerk
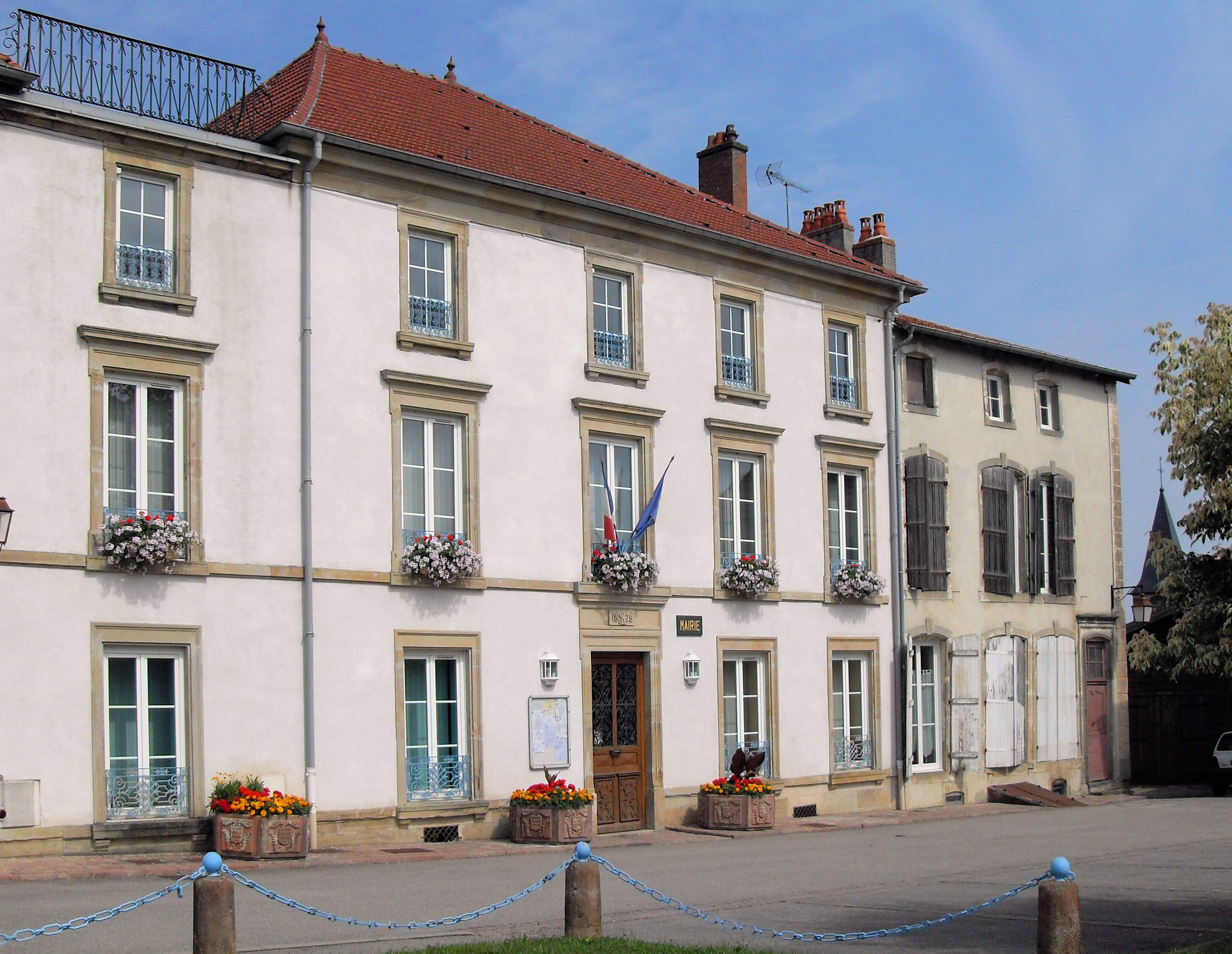
Gemeentehuis
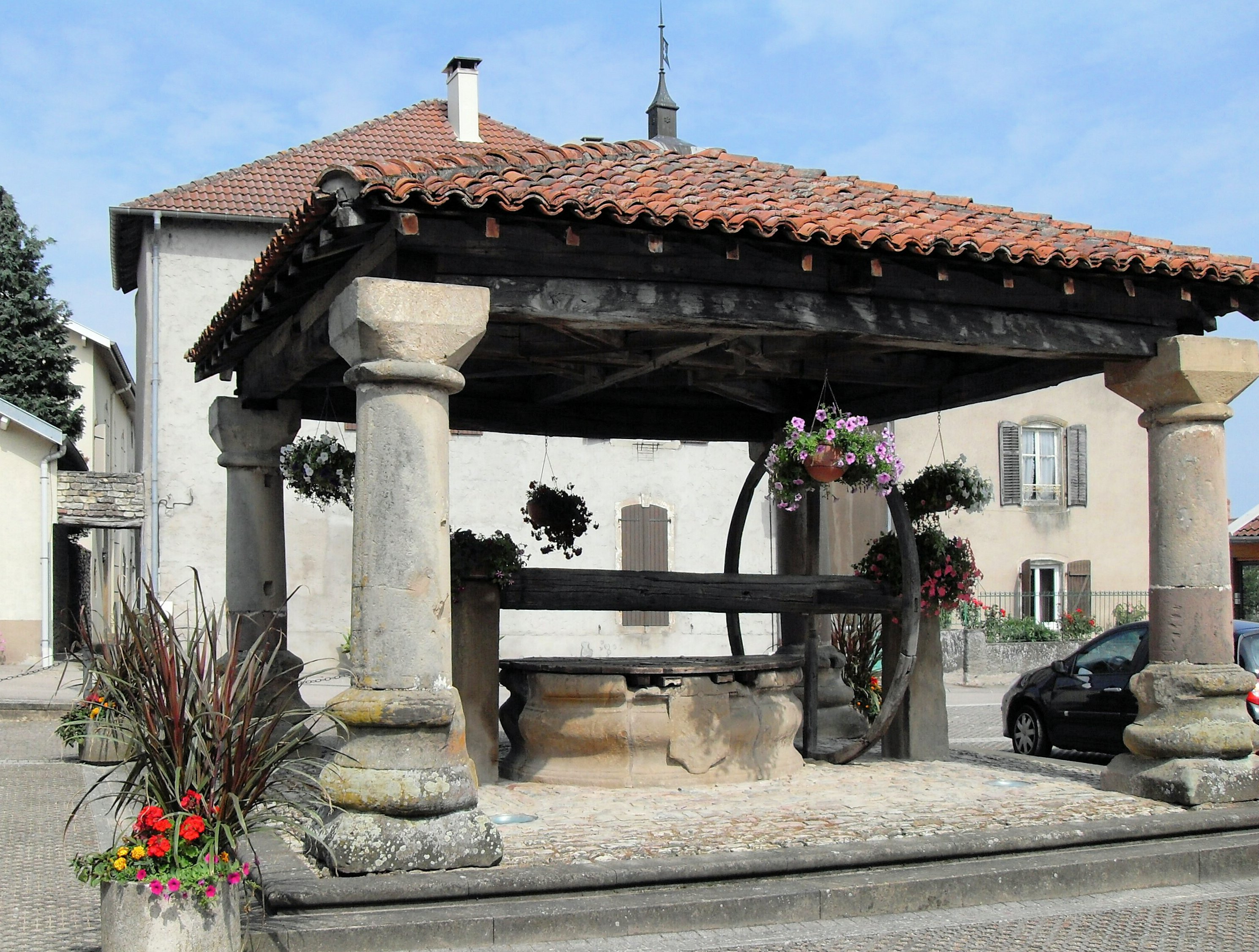
Waterput van Poussay

De onderstaande kaart toont de ligging van Poussay met de belangrijkste infrastructuur en aangrenzende gemeenten.

## Demografie
Onderstaande figuur toont het verloop van het inwonertal (bron: INSEE-tellingen).